# كريستيان لاندو لاندو
كريستيان لاندو لاندو (بالنرويجية البوكمول: Christian Landu Landu)‏ هو لاعب كرة قدم نرويجي في مركز الدفاع، ولد في 25 يناير 1992 في ستافانغر في النرويج. شارك مع Norway national under-15 association football team ‏ ومنتخب النرويج تحت 16 سنة لكرة القدم ومنتخب النرويج تحت 17 سنة لكرة القدم ومنتخب النرويج تحت 18 سنة لكرة القدم ومنتخب النرويج تحت 19 سنة لكرة القدم ومنتخب النرويج تحت 20 سنة لكرة القدم ومنتخب النرويج تحت 21 سنة لكرة القدم. أما مع النوادي، فقد لعب مع ترومسو إيدريتسلاغ ونادي فيكينغ.

## وصلات خارجية
- كريستيان لاندو لاندو على موقع اتحاد النرويج (النرويجية)
- كريستيان لاندو لاندو على موقع قاعدة بيانات كرة القدم.إي يو (الإنجليزية)
- كريستيان لاندو لاندو على موقع Soccerbase.com (لاعب) (الإنجليزية)
- كريستيان لاندو لاندو على موقع Soccerway.com (الإنجليزية)